# Palestre

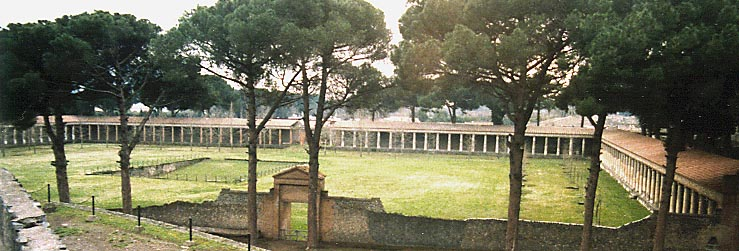
La Palestre de Pompéi vue du haut du mur du stade. La partie creusée au centre était remplie d'eau et utilisée pour l'entraînement.

La palestre (en grec ancien παλαίστρα) est, dans la Grèce antique, un ensemble d'installations sportives.

## Étymologie
Le mot palestre est issu de la mythologie grecque selon laquelle Palaestra était la fille du dieu Hermès et déesse de la lutte. Le mot grec ancien πάλη signifie lutte.

## Description
La palestre est le lieu où les adolescents entre 12 et 16 ans pratiquaient la lutte, la gymnastique et d'autres exercices physiques (course, saut, lancer du javelot, lancer du disque), mais aussi bonnes manières et discipline. Il s'agit d'un espace rectangulaire ou péristyle entouré d'une colonnade avec des salles servant à différents usages (entraînement, réserve d'huiles et d'onguents, etc.)
Au VIe siècle av. J.-C., il s'agit d'abord d'un lieu d'exercices physiques pour préparer les jeunes gens à la guerre et à la défense de la cité (comme à Athènes ou à Sycione), mais à partir du Ve siècle av. J.-C., la fonction éducative devient primordiale. 
À la différence du gymnase qui appartient à la Cité, la palestre était privée et ne disposait pas de piste de course. Ces édifices étaient construits aux frais de l'État ou d'un évergète (généreux et riche donateur), comme cela se faisait beaucoup dans l'Antiquité. Les palestres étaient placées sous la direction d'un ou plusieurs pédotribes (παιδοτρίβης) qui servaient d'entraîneurs. Plus qu'une simple infrastructure sportive, la palestre est un haut lieu de l'éducation grecque et il s'agit d'un bâtiment central dans la culture grecque. Une palestre pouvait exister sans gymnase, mais il n'existait jamais de gymnase sans palestre. Sous Solon, la palestre ouvrait le matin et devait fermer au crépuscule. Les hommes adultes y étaient interdits en dehors des métiers qui y étaient attachés, mais cette rigueur s'est tempérée par la suite.
Au centre de la palestre, il y a en général un grand bassin pour que les jeunes athlètes nagent et se rafraîchissent. La palestre était placée sous la protection du dieu Hermès.
La palestre comprenait :
- L'ephebeum ou apodyterion : lieu pour se déshabiller.
- Le conisterium (du grec κόνις, poussière) : lieu d'entraînement des lutteurs et gymnastes.
- Le coryceum : lieu d'entraînement des pugilistes, avec des sacs de blé, de farine ou de sable servant à l'exercice de force.
- Le sphaeristerium (du grec σφαῖρα, sphère, balle) : lieu d'entraînement des jeux de balle.
- L'elaeothesium ou ἀλειπτήριον, aleiptérion :  lieu de massage, avec huiles et pommades.

Il y avait aussi plus loin des espaces de bain.
La palestre est exportée dans toutes les aires d'influence de la culture grecque, on la retrouve ainsi communément en Asie Mineure, mais aussi au Moyen-Orient, c'est-à-dire dans tous les lieux où les Grecs ont exercé leur hégémonie culturelle. Elle fait partie de la conception grecque de l'homme accompli, conception récupérée plus tard par les Romains et que Juvénal synthétisa par son « mens sana in corpore sano (Un esprit sain dans un corps sain) ».
Dans le monde romain, la palestre était contiguë aux thermes.

## Notes et références

Palestre d'Olympie.